# Cantó de Liernais
El cantó de Liernais és un cantó francès del departament de Costa d'Or, situat al districte de Beaune. Té 14 municipis i el cap és Liernais.

## Municipis
- Bard-le-Régulier
- Blanot
- Brazey-en-Morvan
- Censerey
- Diancey
- Liernais
- Manlay
- Marcheseuil
- Ménessaire
- Saint-Martin-de-la-Mer
- Savilly
- Sussey
- Vianges
- Villiers-en-Morvan

## Història
| Data d'elecció                           | Identitat        | Partit               | Qualitat |
| ---------------------------------------- | ---------------- | -------------------- | -------- |
| 1945-19..                                | Camille Beaujard | radical              |          |
| 19..-1964                                | Pierre Grillot   | Divers droite        |          |
| 1964-1988                                | Pierre Charles   | radical, després MRG |          |
| 1988-2001                                | Louis Grillot    | Divers droite        |          |
| 2001-                                    | Pierre Poillot   | PS                   |          |
| les dades anteriors no són pas conegudes |                  |                      |          |
|                                          |                  |                      |          |

## Demografia
| A partir de 1990: Població sense dobles comptes |